# Hugh Hefner

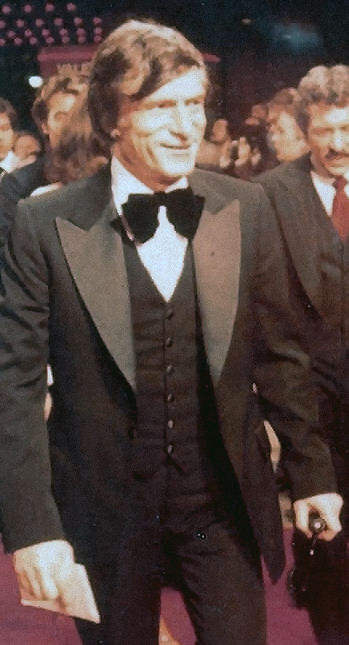
Hugh Hefner (1979)

Hugh Marston Hefner (Chicago, 9 april 1926 – Los Angeles, 27 september 2017) was een Amerikaanse tijdschrift-uitgever. Hij was de oprichter van het erotische blad Playboy.

## Jeugd
Hefner werd geboren als zoon van Glenn en Grace Hefner. Als kind ging hij naar de basisschool Sayre en de middelbare school Steinmetz in West-Chicago. Hij profileerde zich door buitenschoolse activiteiten, zoals schrijven, het tekenen van cartoons en het voorzitterschap van de studentenraad.
Na zijn eindexamen middelbare school in januari 1944 werd 'Hef' (een bijnaam die hij sinds zijn jeugd had) opgeroepen door het Amerikaanse leger, om bij de infanterie te dienen en strips voor diverse kranten van het leger te tekenen. Na afloop van zijn dienst in 1946, begon hij tekenlessen (anatomie) te nemen bij het Kunstinstituut van Chicago, waarna hij zich bij de Universiteit van Illinois in Champaign/Urbana inschreef.
Hefner ontving zijn bachelorgraad na 2½ jaar, terwijl hij cartoons voor de Daily Illinois tekende en het campustijdschrift verzorgde, waar hij aanvankelijk een nieuwe rubriek getiteld Coed of the month ('studente van de maand') introduceerde. Na het verlaten van de Universiteit van Illinois werkte Hef in 1949 als hulppersoneelsmanager voor een cartoonbedrijf te Chicago en in 1950 als reclameschrijver voor Carson, Pirie, warenhuis Scott.

## Werk
Zijn toekomst zag er weinig opwindend uit toen hij in 1951 een baan kreeg als copywriter bij Esquire. Toen het tijdschrift zijn bureaus naar New York verplaatste, verkoos hij achter te blijven en zijn eigen tijdschrift te beginnen. Het eerste nummer van het tijdschrift Playboy met de nu wereldberoemde naaktfoto's van Marilyn Monroe, die oorspronkelijk eigenlijk voor een kalender waren gemaakt, werd gemaakt op een keukentafel in zijn flat. Men was niet zeker over de uitgiftedatum, omdat Hefner niet wist of het zou aanslaan. Maar de eerste oplage verkocht meer dan 50.000 exemplaren, genoeg om de kosten te dekken en een nieuw exemplaar uit te brengen.
Hefner heeft soms verbazingwekkende dingen gedaan, van het organiseren van het "Belangrijkste weekend ooit in de geschiedenis van jazz", m.a.w. het Jazzfestival bij het Stadion van Chicago, tot het bijeenroepen van Hollywoodsterren om "De Eiffeltoren van Hollywood", het bekende Hollywoodbord van losse metershoge letters, weer op zijn poten te zetten. Zijn betrokkenheid bij het Playboy-imperium was al vele jaren sterk verminderd, toen hij terugtrad om plaats te maken voor zijn dochter Christie.

## Persoonlijk
Hefner had vier kinderen.
In 2009 had Hefner een relatie met drie vrouwen: de eeneiige tweeling Karissa en Kristina Shannon en Crystal Harris. Daarvoor had hij een aantal jaar een relatie met Holly Madison, Bridget Marquardt en Kendra Wilkinson. Hun leven in de Playboy Mansion was te zien in de reality-tv-serie The Girls of the Playboy Mansion, ook wel bekend onder de naam The Girls Next Door.
Eind 2010 maakte Hefner (84) bekend te gaan trouwen met Crystal Harris (24). In juni 2011 werd de verloving vijf dagen voor de bruiloft verbroken. Een jaar later werd bekend dat Harris en Hefner weer bij elkaar zijn. Op 31 december 2012 zijn Harris en Hefner gehuwd.
Op 27 september 2017 is hij thuis overleden op 91-jarige leeftijd.

## Trivia
- Hefner werd begraven op het Westwood Village Memorial Park Cemetery in Los Angeles. Hij kocht een nis naast die van Marilyn Monroe, de eerste Playmate of the Month van zijn tijdschrift Playboy. Hij had 75.000 dollar over voor deze nis in 1992.[4]

## Politiek
Hefner doneerde voor de verkiezingscampagne van Hillary Clinton in 2007. Hij noemde zichzelf een aanhanger van het libertarisme.
- Biblioteca Nacional de España: XX954666
- Bibliothèque nationale de France: cb135359551 (data)
- Catàleg d'autoritats de noms i títols de Catalunya: 981058524681506706
- Gemeinsame Normdatei: 132118270
- International Standard Name Identifier: 0000 0000 7837 7925
- Library of Congress Control Number: n50027409
- MusicBrainz: e5d0111b-001a-42af-8743-f4fee365dda9
- Nationale Bibliotheek van Tsjechië: mzk2004157152
- Nationale Bibliotheek van Israël: 987007449743405171
- Nationale Bibliotheek van Polen: a0000001184384
- Nederlandse Thesaurus van Auteursnamen: 071862552
- Istituto Centrale per il Catalogo Unico: TO0V585428
- LIBRIS: 405504
- SNAC: w6cv5n86
- Système universitaire de documentation: 028702522
- Trove: 1440108
- Virtual International Authority File: 84568758
- WorldCat: E39PBJgxm6chpfX6477m6TYtrq